# Fernand Guillou
Fernand Guillou (Montoire-sur-le-Loir, 16 de enero de 1926 - 7 de octubre de 2009) fue un jugador de baloncesto francés. Consiguió dos medallas en competiciones internacionales con Francia.